# Palazzo Pratellesi
Palazzo Pratellesi si trova a San Gimignano, in via San Giovanni. Oggi ospita il Centro studi sul Classicismo e la Biblioteca Comunale.
Tra i più notevoli palazzi nobiliari della cittadina, risale al Trecento ed è caratterizzato da una facciata con bifore ed archi in cotto. Oggi ingloba alcuni ambienti dell'adiacente ex convento di Santa Caterina.
L'interno conserva un affresco di Vincenzo Tamagni, con lo Sposalizio di Santa Caterina d'Alessandria e santi, risalente al 1528.